# Liste der Stolpersteine in Stein
Die Liste der Stolpersteine in Stein umfasst die Stolpersteine, die vom deutschen Künstler Gunter Demnig in Stein verlegt wurden, einer Gemeinde in der niederländischen Provinz Limburg. Stolpersteine sind Opfern des Nationalsozialismus gewidmet, all jenen, die vom NS-Regime drangsaliert, deportiert, ermordet, in die Emigration oder in den Suizid getrieben wurden. Demnig verlegt für jedes Opfer einen eigenen Stein, im Regelfall vor dem letzten selbst gewählten Wohnsitz.
Die ersten Verlegungen in der Gemeinde Stein fanden am 3. November 2021 statt.

## Liste der Stolpersteine

### Urmond
Im Dorf Urmond wurden bislang zwei Stolpersteine an einer Adresse verlegt.
| Stolperstein | Übersetzung                                                                                     | Verlegort    | Name, Leben |
| ------------ | ----------------------------------------------------------------------------------------------- | ------------ | --- |
|              | HIER WOHNTE BERTHA CLAESSEN GEB. 1896 VERHAFTET 16.4.1943 DEPORTIERT ERMORDET 11.6.1943 SOBIBOR | Bergstraat 8 | Bertha Claessen wurde am 24. September 1896 in Urmond geboren. Ihre Eltern waren Nathan Claessen und Emma Spier. Sie hatte einen jüngeren Bruder, Alfred (geboren 1898). Ihre Mutter starb 1933. Bertha Claessen wurde am 16. April 1943 verhaftet, in der Folge in das Vernichtungslager Sobibor deportiert und dort am 11. Juni 1943 ermordet. Ihr Vater wurde ebenfalls verhaftet und überlebte das Lager nicht. Ihr Bruder Alfred wurde Kleiderhändler und hatte 1937 Elisabeth Wijnen geheiratet, eine Christin. Dies schützte ihn eine Zeitlang vor der Deportation. Er konnte erfolgreich untertauchen und überlebte so die Shoah. Er starb 1964 in Sittard. |
|              | HIER WOHNTE NATHAN CLAESSEN GEB. 1863 VERHAFTET DEPORTIERT VUGHT UMGEKOMMEN 14.6.1943           | Bergstraat 8 | Nathan Claessen wurde am 27. September 1863 in Obbicht en Papenhoven geboren. Er war Viehhändler und verheiratet mit Emma Spier. Das Paar bekam zwei Kinder, Bertha (geboren 1896) und Alfred (geboren 1898). Im Jahr 1933 starb seine Frau. Nathan Claessen wurde verhaftet und in das KZ Herzogenbusch deportiert, wo er am 14. Juni 1943 sein Leben verlor. Seine Tochter Bertha wurde im Juni 1943 in Sobibor ermordet. Sein Sohn Alfred, Kleiderhändler, konnte untertauchen und überlebte so die Shoah. |

## Verlegedatum
- 3. November 2021[5]